# Ayiti mon amour
Ayiti mon amour é um filme de drama haitiano de 2016 dirigido e escrito por Guetty Felin. Foi selecionado como representante de seu país ao Oscar de melhor filme estrangeiro em 2018.

## Elenco
- Jaures Andris
- Joakim Cohen
- Anisia Uzeyman